# Alisa Ozhogina
Alisa Ozhogina Ozhogin (* 31. Oktober 2000 in Moskau, Russland) ist eine spanische Synchronschwimmerin. Sie gewann 2024 eine olympische Bronzemedaille. Bei Weltmeisterschaften gewann sie bis 2024 einmal Gold, einmal Silber und dreimal Bronze. Bei Europameisterschaften erhielt sie je eine Gold-, Silber- und Bronzemedaille.

## Sportliche Karriere
Alisa Ozhogina lebt seit ihrem zweiten Lebensjahr im spanischen Sevilla. Sie gehört dem Verein CN Sincro Sevilla an.
2017 bei den Weltmeisterschaften in Budapest belegte sie mit der spanischen Mannschaft den sechsten Platz im technischen und im freien Wettbewerb, in der Kombination wurden die Spanierinnen Fünfte.
Bei den wegen der COVID-19-Pandemie erst 2021 ausgetragenen Europameisterschaften in Budapest wurde Ozhogina Dritte im Teamwettbewerb für das technische Programm und Zweite im Teamwettbewerb für das freie Programm. Bei den ebenfalls erst 2021 ausgetragenen Olympischen Spielen in Tokio trat Ozhogina im Duett mit Iris Tió an und belegte den zehnten Platz. Beide waren auch Mitglieder spanischen Mannschaft, die den siebten Platz erreichte.
2022 bei den Weltmeisterschaften in Budapest nahm Ozhogina im Duett und in der Gruppe teil. Ihre einzige Medaille gewann sie beim dritten Platz mit der Gruppe im Highlight-Wettbewerb. Im Juni 2023 bei den Europaspielen in Oswiecim siegte Ozhogina mit der Gruppe im freien und im technischen Programm. Bei den Weltmeisterschaften in Fukuoka wurde Ozhogina zusammen mit Tió im technischen Wettbewerb Dritte im Duett. Im technischen Gruppenwettbewerb siegten die Spanierinnen, während sie im freien Wettbewerb nur den vierten Platz erreichten.
Bei den Weltmeisterschaften 2024 in Doha gewannen Tió und Ozhogina im technischen Duettwettbewerb Bronze, im technischen Gruppenwettbewerb wurden die Spanierinnen Zweite hinter den Chinesinnen. In den olympischen Disziplinen freies Duett und freies Team wurde Tió und Ozhogina jeweils Vierte. Im Juni 2024 bei den Europameisterschaften in Belgrad siegten die Spanierinnen im technischen Gruppenwettbewerb.
Bei den Olympischen Spielen in Paris fand zuerst der Gruppenwettbewerb statt. Die Chinesinnen gewannen vor der Gruppe aus den Vereinigten Staaten. Dahinter erschwammen Txell Ferré Gaset, Marina García Polo, Lilou Lluís Valette, Meritxell Mas, Alisa Ozhogina, Paula Ramírez, Iris Tió und Blanca Toledano die Bronzemedaille vor den Französinnen. Im Duett belegten Alisa Ozhogina und Iris Tió den siebten Platz.